# Bitwa o Grodno (VII 1920)

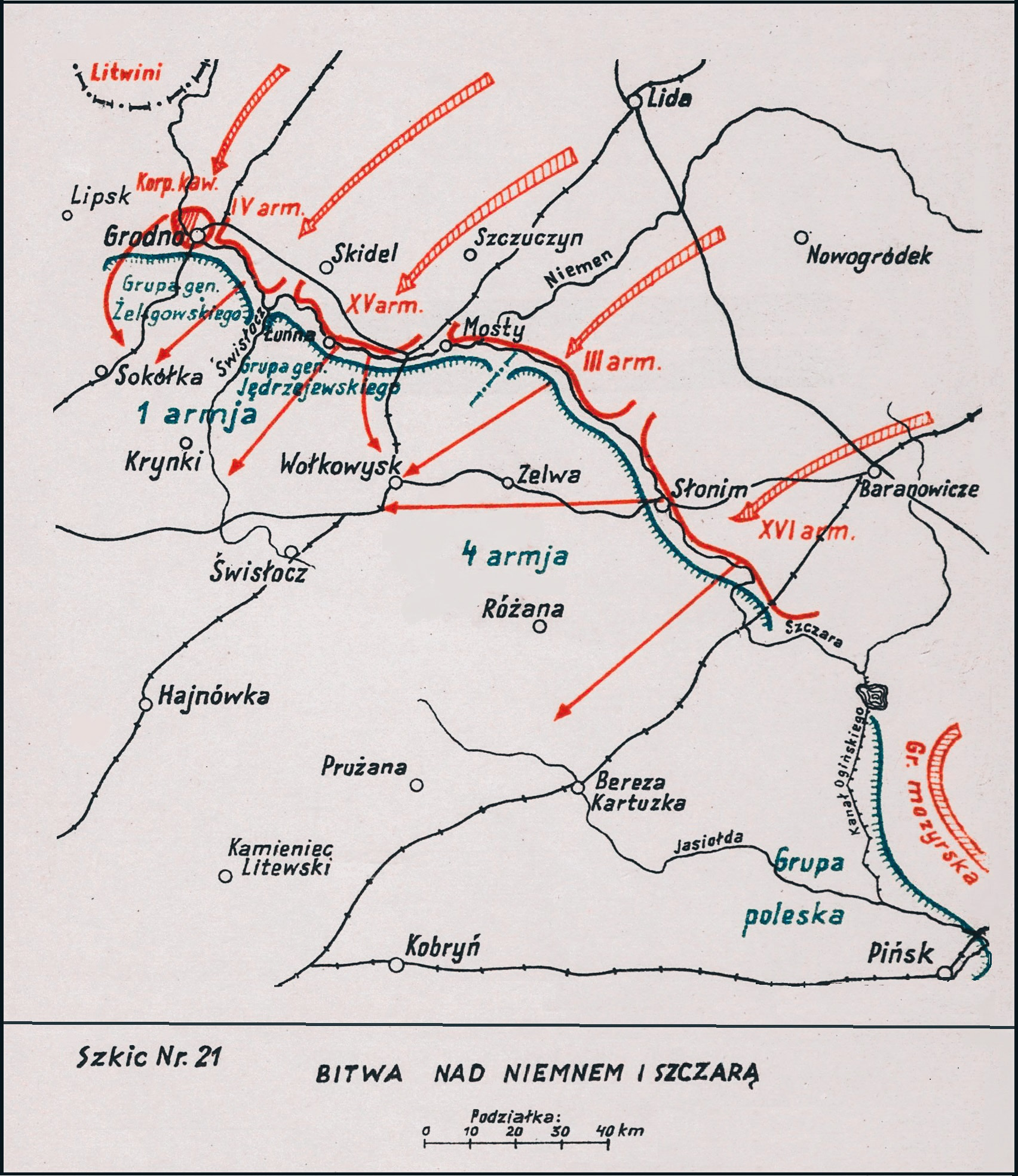
Adam Przybylski
Wojna Polska 1918–1921

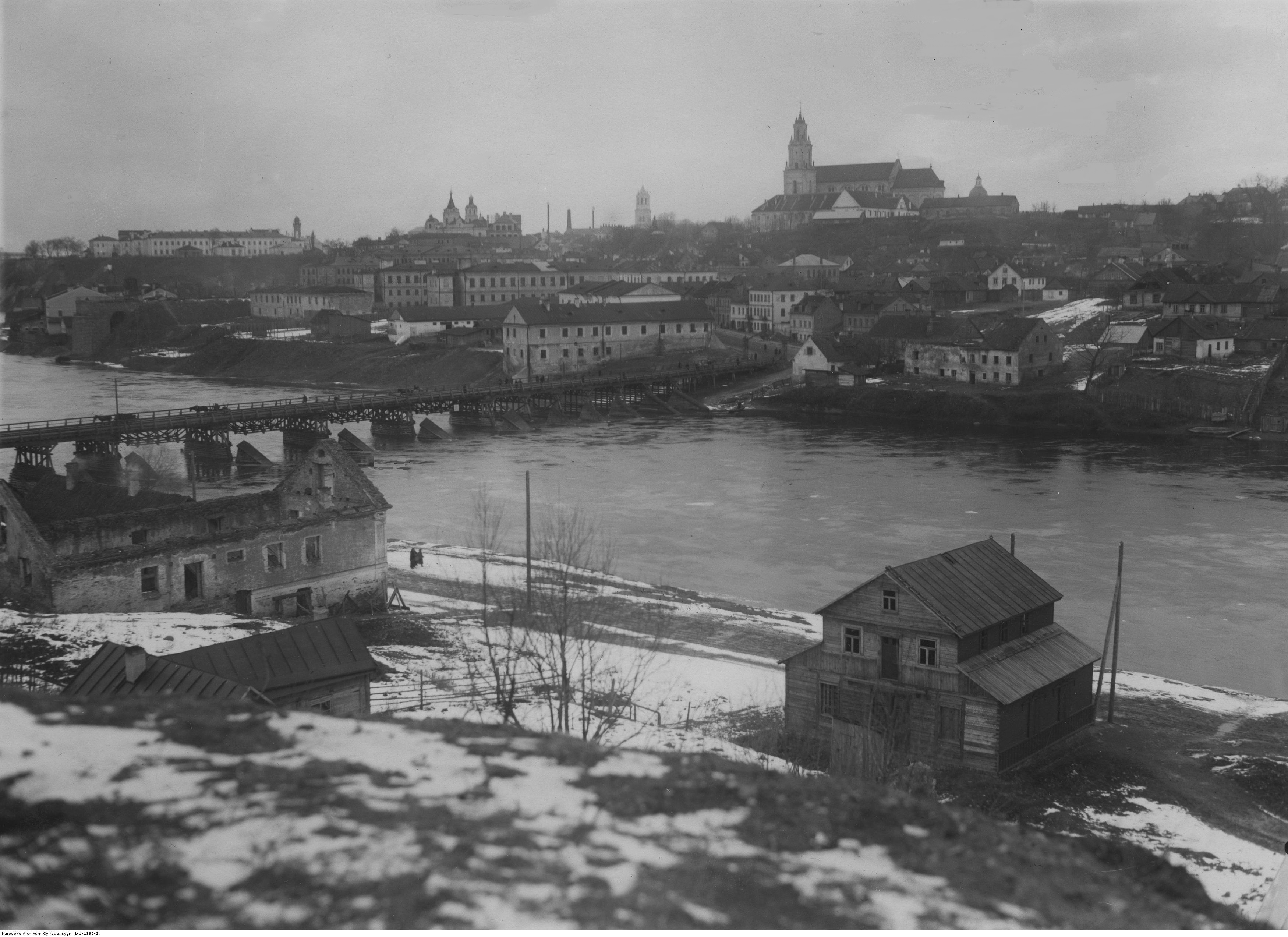
Grodno – panorama miasta z dzielnicy Łosośna. Widok na rzekę Niemen z mostem drewnianym.

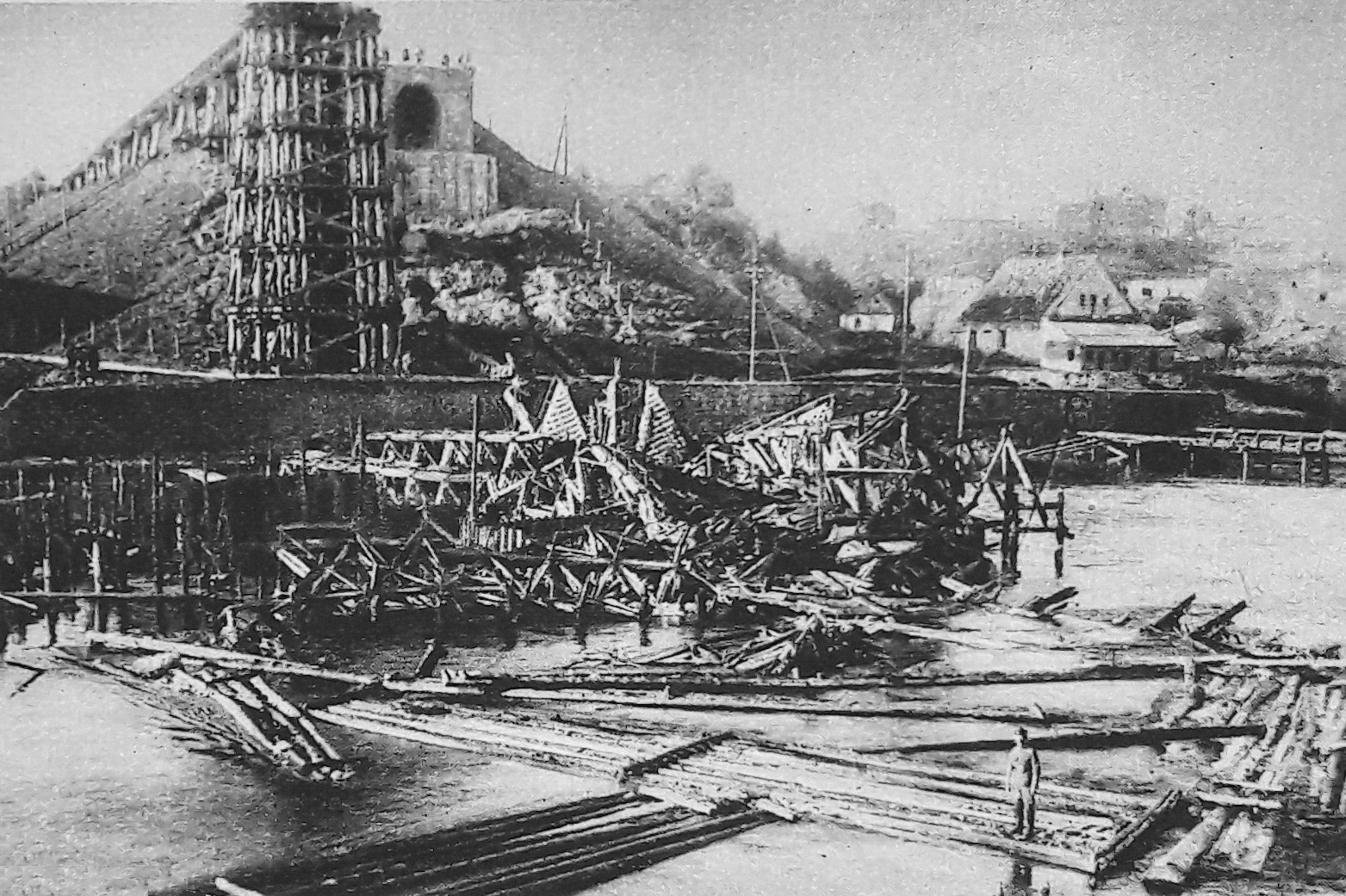
Most kolejowy na Niemnie w Grodnie wysadzony przez wojsko sowieckie.

Bitwa o Grodno – walki grup generałów Adama Mokrzeckiego i Lucjana Żeligowskiego z 3 Korpusem Kawalerii Gaja i częścią 4 Armii w czasie lipcowej ofensywy Frontu Zachodniego Michaiła Tuchaczewskiego, w okresie wojny polsko-bolszewickiej.

## Położenie wojsk przed bitwą
W pierwszej dekadzie lipca przełamany został front polski nad Autą, a wojska Frontu Północno-Wschodniego gen. Stanisława Szeptyckiego cofały się pod naporem ofensywy Michaiła Tuchaczewskiego. Naczelne Dowództwo nakazało powstrzymanie wojsk sowieckiego Frontu Zachodniego na linii dawnych okopów niemieckich z okresu I wojny światowej.
Sytuacja operacyjna, a szczególnie upadek Wilna i obejście pozycji polskich od północy, wymusiła jednak dalszy odwrót.
Gen. Szeptycki wydał rozkaz odejścia na zachód. Polska 1 Armia cofała się nad Niemen, a 4 Armia nad Szczarę.
Dyrektywa Naczelnego Wodza z 18 lipca nakazywała: Przy zgrupowaniu na linii Niemna i Szczary należy wziąć pod uwagę, że lewe skrzydło musi być najsilniejsze, że musimy linię Niemna i Grodno koniecznie utrzymać. Utrata linii Niemna odkryłaby najkrótszy kierunek Warszawy i uniemożliwiłaby utrzymanie linii Narwi. Odepchnięcie naszych linii na Polesiu lub na Szczarze mniej szkodliwe.
Na linii rzek Niemen i Szczara zamierzano powstrzymać marsz nieprzyjaciela, skoncentrować nad Bugiem zgrupowanie wojsk i uderzyć na lewe skrzydło frontu Tuchaczewskiego.
1 Armia otrzymała rozkaz obrony Niemna na północ od ujścia Szczary, z przedmościem pod Grodnem. Miasta broniła załoga pod dowództwem gen. Adama Mokrzeckiego, złożona z części rozbitej pod Wilnem 2 Dywizji Litewsko-Białoruskiej, kompanii czołgów, batalionów etapowych i zapasowych oraz mniejszych oddziałów. Łącznie siły te liczyły 5700 żołnierzy, w tym 1600 ochotników; do tego 14 dział, 18 czołgów i pociąg pancerny „Mściciel”. Dowództwo polskie przewidywało, że nieprzyjaciel uderzy na Grodno dopiero po 21 lipca.

## Działania wojsk
18 lipca wojska 3 Korpusu Kawalerii Gaja podeszły pod Grodno. 15 Dywizja Kawalerii głównymi siłami przerwała front polski na odcinku obsadzonym przez polskie oddziały zapasowe i 19 lipca weszła do miasta. Polskie kontrataki piechoty, wsparte dwoma plutonami czołgów, wyparły sowieckich kawalerzystów z miasta. Wtedy działania rozpoczęła sowiecka artyleria. W pierwszej kolejności ostrzelała atakujące czołgi i zniszczyła jeden z nich. Pozostałe czołgi wycofały się na lewy brzeg Niemna. Następnie artyleria przeniosła ogień na mosty. W tej sytuacji pociąg pancerny i załadowany transport kolejowy z czołgami na platformach odjechały za rzekę na stację Łosośna. Spieszona kawaleria ponownie wtargnęła do miasta i po krótkich walkach wyparła z niego oddziały polskie. Generał Mokrzecki ze swoim sztabem wycofał się do Kuźnicy. O 19.30 wojsko sowieckie zdołało wysadzić 3 przęsła mostu kolejowego na Niemnie.
Utrata miasta zagrażała trwałości polskiej obrony na Niemnie, dlatego dowódca Frontu Północno-Wschodniego gen. Stanisław Szeptycki wydał rozkaz odzyskania miasta. Wieczorem na stację Łosośna przybyły pierwsze transporty 18 Dywizji Piechoty. Polski plan odzyskania miasta przewidywał przeciwnatarcie grupy gen. Mokrzeckiego, wzmocnionej częścią 18 DP, wyprowadzone od zachodu, oraz grupy gen. Żeligowskiego od północnego wschodu i od wschodu.
20 lipca natarcie rozpoczęła tylko grupa gen. Żeligowskiego. Pozostałe wojska były jeszcze w trakcie reorganizacji. O świcie, traktem wzdłuż prawego brzegu Niemna, maszerowała 10 Dywizja Piechoty. W straży przedniej szedł 155 pułk piechoty wielkopolskiej. Jego I i II batalion, wzmocnione 4 baterią 10 pułku artylerii polowej, uderzyły na oddziały sowieckiej 10 Dywizji Kawalerii i zmusiły je do odwrotu. Na prawo od 155 pp nacierał 21 pułk piechoty z 8 Dywizji Piechoty. Około 16.00 oba pułki wspierane artylerią opanowały Fort nr 10.

Walkę tę opisuje Gaja Gaj:

[...] zawiązała się uporczywa walka na froncie Skolubowo – Szczuczynowo. Kilkakrotne ataki wszystkich pułków 10-ej dywizji kawalerji tym razem nie miały powodzenia[...].
Nacierając przeważającemi siłami piechoty i kawalerji nieprzyjaciel do godziny 16.00 odrzucił całą 10 dywizję kawalerji na miasto i podszedł do Grodna na 5–6 wiorst.

By pomóc 10 Dywizji Kawalerii, zawrócona została z marszu na Kuźnicę 2 Brygada z 15 Dywizji Kawalerii. Brygada kontratakowała na nacierające oddziały polskie. Te z powodzeniem odparły bolszewickie natarcie.
Po południu sowiecka 53 Dywizja Strzelców uderzyła na prawe skrzydło polskiej 8 Dywizji Piechoty.
Do walki gen. Żeligowski wprowadził swoje odwody: 36 pułk piechoty Legii Akademickiej i 28 pułk piechoty. Zmienił też front 21 pułk piechoty, wskutek czego 155 pułk piechoty pozostał pod Grodnem osamotniony. Wieczorem 155 pp znajdował się w odległości zaledwie trzech km od miasta. Z uwagi na niekorzystną sytuację na prawym skrzydle grupy gen. Żeligowskiego, został on jednak rozkazem przełożonych zatrzymany i nie kontynuował już działań zaczepnych. Mimo to Polacy przeszli do natarcia i około 22.00 złamali sowiecką obronę. Jednak wobec zagrożenia tyłów oraz braku łączności z oddziałami grupy gen. Mokrzeckiego, gen. Żeligowski nakazał odwrót.
21 lipca dowodzenie nad wszystkimi oddziałami polskimi pod Grodnem objął gen. Lucjan Żeligowski. Zamierzał on zamknąć kierunek na Białystok oraz osłonić lewe skrzydło polskiej 1 Armii. Tego dnia spóźnione natarcie na Grodno rozpoczęła grupa gen. Mokrzeckiego. 34 pułk piechoty, wsparty czołgami, zepchnął na przedmieścia Grodna oddziały 3 Brygady 15 Dywizji Kawalerii. I tym razem wystąpił całkowity brak współdziałania pomiędzy polskimi grupami, a wojska gen. Żeligowskiego nie zaatakowały Grodna od wschodu. Pozwoliło to dowództwu sowieckiemu przegrupować siły i przerzucić na lewy brzeg Niemna 2 Brygadę 15 DK i 1 Brygadę 10 DK. Mimo to Polacy ponownie podeszli pod Grodno i obsadzili lewy brzeg Niemna.

Komunikat prasowy Sztabu Generalnego z 23 lipca 1920 donosił:

Po ciężkich walkach oddziały grupy pułkownika Łuczyńskiego opanowały forty Grodna położone na południowym brzegu Niemna. W walce tej odznaczył się szwadron jazdy ochotniczej pod dowództwem majora Dąbrowskiego. Bolszewicy, cofając się do miasta, pozostawili w naszych rękach dwa ciężkie działa i kilkudziesięciu jeńców, ponadto odbito dwa nasze pociągi ewakuacyjne.

Przez cały dzień 22 lipca trwał artyleryjski pojedynek ogniowy. Obie strony planowały natarcie na dzień następny. Dowódca 3 Korpusu Kawalerii zamierzał przeprawić swoje wojska na południe od Grodna i atakować w kierunku na Sokółkę, a generał Żeligowski planował natarcie 10 Dywizji Piechoty na kierunku Indura – Grodno.
I tym razem oddziały Armii Czerwonej uprzedziły działania polskie. 23 lipca we wczesnych godzinach rannych 3 KK rozpoczął przeprawę przez Niemen. Jego 15 DK zajęła Nowy Dwór i zagroziła tyłom grupy gen. Żeligowskiego. W tym czasie sowiecka 15 Armia przełamała front polski pod Świsłoczą i ruszyła częścią sił na Indurę.
Zanim 10 Dywizja Piechoty przystąpiła do natarcia na Grodno, związała się walką z nacierającymi oddziałami 33 i 18 Dywizji Strzelców. Na dodatek w szeregach broniącej linii Niemna polskiej 11 Dywizji Piechoty wybuchła panika i dywizja zeszła ze stanowisk obronnych.
24 lipca nastąpiła zmiana na stanowisku dowódcy 1 Armii. Generała Gustawa Zygadłowicza zastąpił gen. Jan Romer. Nowy dowódca planował początkowo odzyskać linię Niemna, ale wobec fatalnego morale oddziałów 11 Dywizji Piechoty, zaniechał tego zamiaru. Wojska polskie rozpoczęły odwrót na kolejną linię opóźniania, nad Narew i Bug.

## Bilans walk
Bitwa o Grodno na tydzień zatrzymała marsz na zachód 3 Korpusu Kawalerii Gaja. Jednak utrata Grodna uniemożliwiła Polakom utrzymanie frontu na Niemnie. Oddziały polskie dysponowały przewagą liczebną i większą siłą ognia, ale na skutek przyjęcia wadliwego ugrupowania i błędów dowodzenia nie wyprowadzono jednoczesnego koncentrycznego natarcia. Ataki poszczególnych części polskich sił Gaja Gaj odpierał kolejno dzięki dużej ruchliwości i sprawnemu manewrowaniu swojej kawalerii.